# 张歆海
張歆海（1900年6月24日—1972年12月6日），英文名為 Chang Hsin-hai 、 H. H. Chang 、 Hugh Ho Chang （他在四十年代出演美國电影時的名稱），字叔明，原名為張鑫海，出生於中國上海，浙江海盐县人。中華民國作家、文学家、外交官，美国哈佛大学英語文學博士。回国后，曾任教於国立北京大学、清华大学、国立东南大学、上海光华大学、中央大學（前身為国立东南大学，第二度任教）等校。1940年起，張歆海全家定居美國。1947年至1948年曾短暫回到中國。1951年－1969年期間任教於美国紐約州私立长岛大学、费尔利迪金森大学，並從事學術研究工作。張歆海在四十年代至六十年代定居美國期間，著有《蔣介石：亞洲人的命運》（Chiang Kai-shek: Asia's man of destiny）、《一位中國外交官的信》（Letters From a Chinese Diplomat）、《傳奇性的姨太太》（The Fabulous Concubine）、《四海之內》（Within Four Seas）、《美國與中國》（America and China: a new approach to Asia），致力向西方介紹中國文化。

## 早年
張歆海在1900年6月24日出生於中國上海一個經營醬園致富的商人家庭，早年就讀於中國公學。1916年，考入清华学校。1918年毕业后，赴美国留学。1919年，他在美国約翰·霍普金斯大學畢業，獲得文学士学位。其後，入哈佛大学研究院深造，居於麻省劍橋市牛津街64號（64 Oxford St.），室友為李濟。1920年，獲文学碩士学位，專研哥德語、盎格魯-撒克遜語、中古英語、中古高地德語、印歐語言的發展等。隨後，張歆海跟隨歐文·白璧德攻讀英語文學博士学位。期間，曾多次為《大西洋》、《The Yale Review》、《The North American Review》等美国本地期刊撰稿。1921年，他曾短暫擔任華盛頓會議中國代表團隨員。1923年，張歆海以《馬修安諾德的尚古主義》（The Classicism of Matthew Arnold）論文，获哈佛大学英語文學博士学位。回国后，成為學衡派人物，但與胡適、徐志摩等也頗接近，並甚多在《學衡》雜誌發表文章。此後，他歷任国立北京大学英語文學系教授兼系主任、清华学校英文教授、海關會議顧問、国立东南大学西方語言及文學系系主任、上海光华大学副校长兼文學院院長、英文学教授等职。1927年，與韩湘眉結婚。1928年进入国民政府外交部任参事。1932年1月，任外交部欧美司司长。1933年5月，張歆海任驻葡萄牙公使。1934年6月，改任驻波兰公使，同时兼任驻捷克斯洛伐克公使。1936年12月，因波蘭華沙中國使館的一件所謂“簽發私運軍火護照”的案件而引咎辭職（是遭到駐華沙領事吳某誣陷）。回国后，擔任上海光華大學英文系教授、中央大學（原國立東南大學）西洋文學教授、英語文學系系主任兼教授。另外，他亦為美國政治與社會科學院、英國皇家亚洲文会北中国支会會員，以及美國地理學協會資深會員 。

## 获英国牛津大學邀請擔任漢學教授[4]
1939年，張歆海曾获英国牛津大學邀請擔任漢學教授（因陳寅恪未能赴英国）。他對牛津大學的邀請，頗為心動，因此便向當時中英庚款委員會主席、著名地質學家、國民黨高官朱家驊求助，希望朱能為自己寫一推薦信。張自己擬了英文的草稿，為自己美言了幾句，讓朱過目簽名。不過，朱家驊在收到張的求助信之後，沒有馬上作出決定，而是向傅斯年徵求了意見。朱與傅都曾留學德國，又同屬“北大派”，私交甚厚。傅斯年並不贊成推薦張去牛津任教。他的解釋頗為直率：“西洋人之漢學，雖有些缺欠處，亦有二三名師，伯希和、珂羅倔倫等。英國人雖不行，然必向大路上打聽，故歆海思欺之，不可。歆海兄之英文學，雖在中國人中出群超類，如此與漢學並不相干……故推薦歆海教漢學，無異推薦弟教化學、地質學也。英國人近日天良發現，思求漢學於中國，此應予以鼓勵者也。假如第一流人物不能為彼省之，亦當推荐一位在行之人，此者以鼓勵英國人也。若竟聘得一位不妥之中國人，後必悔之，而杜其尊重中國學人之心矣。”有了傅斯年這一番“義正辭嚴”的話，朱家驊就婉言拒絕了張歆海的請求。最後，張歆海因此而未能到英国牛津大學任教。然而，傅斯年這番頗為尖刻、誇張、並不完全符合事實的話，顯然帶有本身的主觀和偏見。傅斯年作為胡適的弟子，必然對曾與梅光迪同學哈佛大學，並一同成為白璧德入室弟子的張歆海，抱有成見。

## 移居美國
1940年，張歆海辭去上海光華大學、中央大學之教席，舉家移居到美國洛杉磯，在好萊塢充當新聞電影顧問，負責諮詢，指導片商攝製反日影片，並在好萊塢電台做了不少工作，宣傳抗日。1941年－1945年抗戰期間，他亦在美國各地進行演講，宣揚中國在抗日戰爭的功勞。1943年，張歆海擔任當時國民政府外交部長宋子文的特別助理（Special Assistant）。1944年，張歆海寫成《蔣介石：亞洲人的命運》（Chiang Kai-shek : Asia's man of destiny）一書，同年由當時位於美國紐約市納蘇郡的道布尔戴出版社f出版。1943年－1945年，張歆海先後出演美國荷里活电影《驕傲歡呼》（角色名為「Ling Chee」）、《太陽之血》（角色名為「Secret Police Major Kajioka」）、《春花秋月奈何天》（角色名為「Mr. Araki」），而他於這三部美國电影演員表上的名字為「Dr. Hugh Ho Chang」或「Dr. H. H.Chang」。1945年起，張歆海舉家定居美國紐約州長島。

## 短暫回國
1947年9月初，張歆海先生應上海光華大學之聘，獨自返滬，擔任該校文學院院長職務。1947年－1948年，他曾擔任國民政府的中國聯合國協會的董事（Director, Chinese United Nations Association）。1948年，張歆海寫成《一位中國外交官的信》（Letters From a Chinese Diplomat）一書，由上海中美圖書公司（Shanghai : Chinese American Publishing Company）出版社出版。

## 再次定居美國
張歆海並沒有在中國逗留很長時間，同年即回到美國紐約州長島定居，此後為各大報刊撰搞，並從事學術研究、寫作工作。1951年－1953年，張歆海擔任美国紐約州私立长岛大学研究教授，教授中國文化、中國歷史。1956年－1969年，擔任美国紐澤西州费尔利迪金森大学英國文學教授，兼任東亞歷史教授，同時亦於該校社會科學系任教人文學科。1956年、1958年，張歆海寫作、出版了有關中國文化的兩部小說。他打算通過著書，向西方介紹中國文化，促進中美之間文化上的相互理解，從而推進中美關係的和解。在兩部小說中，第一部為以賽金花（Golden Orchid）為主人公的小說《傳奇性的姨太太》（The Fabulous Concubine），1956年由西蒙與舒斯特出版社出版，1987年添加另外一個序言後由牛津大學出版社再版；他在書的最後寫道，他希望美國人“在欣賞小說的同時，能夠對中國及中國目前所面臨的重大問題有更好的理解”。第二部小說名為《四海之內》（Within Four Seas），張歆海在書中他批評了美國的政策，指出美國人“並沒有想到它（指中國革命）是一個主要的社會、政治事件，它規模宏大而且十分重要，在它的背後有充分的理由來讓他們理解。”1965年，張歆海寫成《美國與中國》（America and China: a new approach to Asia）一書，原由美國佛蒙特州溫莎縣羅亞爾頓學院出版社（Royalton College Press）出版，後交由西蒙與舒斯特出版社出版，1971年再版；張歆海的好友、美國著名記者埃德加·斯諾為它作了序言，序言中寫道：張歆海“以誠實和堅決的態度來糾正關於對中國人特點、文明特徵和當前分歧的背景事實的所有錯誤資訊，來打動一些自滿的美國人，他認為我們在上述方面的無知是造成誤解的基本原因。”。張歆海晚年與同樣居住在美國的前中華民國政府代總統李宗仁過從甚密，張歆海對李宗仁的一些思想和活動起過一定的影響，而張的思想亦有左傾。雖然如此，張歆海在定居美國期間，對推進中美關係的發展仍作出了重大貢獻。但值得注意的是，張歆海並不信奉、支持共產主義，看似左傾的立場與思想，當中很大程度上是他三十年代在國民黨政府從事外交工作時的遭遇、所見所聞所構成。他對國民黨政府不存在好感，不代表其支持共產主義；向西方介紹中國文化，只是建基於其對於宣揚祖國文化的熱誠，以及受過西方教育的責任，不代表他擁護共產政權（其於四十年代末只在中國短暫居留，及久居海外，就是好例子）。

## 在出生地逝世
1969年，年已七旬的張歆海從美国紐澤西州费尔利迪金森大学的教席退休。1972年夏天，張歆海與妻子在考察東南亞的歸途中到了香港，周恩來授意有關人員轉告準備在北京接見他們。其後張歆海得知消息後決定應周恩來之邀，短暫到北京再回到美国居住。但是，他在香港就病倒了，到廣州治療三個星期後又轉到上海。1972年12月6日，經歷了七十四年傳奇人生的張歆海在他的出生地上海病逝，享年74歲。

## 軼事

### 传“张歆海为徐志摩前妻张幼仪之兄”
此說据张歆海后人称不实，二人并无血缘，谣传的出处来自于张歆海同船赴美的画家刘海粟。
四十年代期間，張歆海曾出演三部美國电影，分別名為《驕傲歡呼》、《太陽之血》、《春花秋月奈何天》。1937年他於上海光华大学任教，學生中有後來曾在西南聯大教過課、最後去了台灣的夏濟安（美國華裔文學評論家夏志清之兄）。1945年下半年，夏濟安在西南聯大教一年級英文課的時候迷上了一個女學生（歷史系的李彥），寫了一堆抒發相思之情的日記，幾十年後被他弟夏志清整理發表。日記中的夏除了暗戀、讀書和寫小說，還三天兩頭跑去看電影，看的都是時新的好萊塢大片。1946年3月，昆明的電影院正在上映一部叫做 Betrayal from the East 的美國間諜片，中文名譯成《春花秋月奈何天》。夏從報紙上看到一篇報導（日記中說是發表在3月17日《新華報》上的《好萊塢》），才終於敢相信片中看起來很像張歆海的一個演員真的就是張歆海。於是夏和室友錢學熙（當時也在西南聯大任教）一起去看了這個電影，發現“張的戲並不多，可是他的音容笑貌，英文發音，完全是他，絕不可能是第二人”。看到被自己視為知己的老師居然去會拍這種片，夏感到痛心疾首：“一個堂堂公使，演了這種歹角戲，以後除了拍戲外，別的事恐怕不能做了。拍戲除了做東方壞人外，無別的角色可演，歆師的前途就此完了！”夏濟安和錢學熙一個覺得“歆師竟如此不爭氣”，另一個則“為他的落魄而惋惜”。事實上，張歆海在赴美後，於1943年擔任當時民國外交部長宋子文的特別助理，還做了一部傳記《蔣介石：亞洲人的命運》（Chiang Kai-shek: Asia's man of destiny），1944年由美國紐約市納蘇郡的布爾迪出版社出版。如此看來，他混得併不算壞，去好萊塢拍戲不過是玩票性質。當時正是二戰後期，幫助美國拍這種給抹黑日本人的諜戰片，也許亦可視為服務於外交事業的一種途徑，雖然這種自毀形象的貢獻方式著實另類。二戰結束後，張沒有再拍過電影，重歸大學講壇，並開始寫書，並非如夏濟安預計的那樣就此沉淪。
注：张幼仪，江苏省宝山县人(现在的上海宝山)；张歆海为浙江海盐县人。

## 家庭[8]
张歆海之妻为韩湘眉（1901年—1984年，美國芝加哥大學英國文學碩士。1984年病逝於美國俄勒岡州波特蘭），她与冰心、林徽因、凌叔华一同被称为文界“四大美人”。
兒子張秉中居於美國俄勒岡州波特蘭，在母親韩湘眉晚年與其同住。

女兒張易安為著名鋼琴家，其夫（張歆海之婿）周文中為美籍華裔作曲家，曾任美國哥倫比亞大學藝術學院教務副院長。